# Курака
Кура́ка — политический и административный глава андской общины айлью (ayllu) при инках. После испанской конкисты стали известны в качестве касиков.

## Значение
Курака — слово из языка кечуа, означающее первый или старший среди всех в группе. Первоначально это, должно быть, был самый старый и наиболее мудрый человек, правивший патриархальными методами; но поскольку его власть переходила в наследство тому из его сыновей, кто проявил к этому особую одарённость, то очевидно, что возраст не был основным критерием получения такой власти.

## Функции
Инки, в свою очередь, назначали курак, чтобы заменить тех, кто оказал упорное сопротивление их владычеству. Среди функций кураки были такие:
- Распределение участков сельскохозяйственной земли.
- Защита бедняков или вак.
- Работы по содержанию ирригационной сети (чистка и ремонт оросительных каналов).
- Охрана границ общины.
- Организация минки (кечуа: minka), то есть совместных общественных работ.
- Перераспределение излишков, складируемых в хранилищах, — pirguas или collcas.

Благодаря своей власти они имели право владеть землёй и скотом как частной собственностью и имели доступ на пастбища общины. Они устанавливали работу для митимаев (mitayos), чью службу использовали для собственной выгоды. Курака также мог взыскивать подать с населения, но не присваивал себе товары натурой, кроме как с торговцев. Также он жил в просторном доме с обслугой обоих полов. Он имел несколько жен, происходящих из его собственного айлью (ayllu) или из соседних селений, а иногда даже в качестве особой милости от самого Сапа Инки.
Курака, однако, не действовал один, он разделял свою власть с юнапаке (yanapaque) или вторым человеком, как его называли испанцы. Обычно это был близкий родственник или, чаще, его брат, который замещал его, когда тот заболевал, старел, или был признан недееспособным физически, или когда отлучался из селения.
Верховным символом его власти была тиана (tiana) или дуо (dúho), сидение из дерева, камня или металла, около 20 см высотой, они вступали во владение им в день своего прихода к власти.
Кураки часто лишь номинально получали свою власть от инков, поскольку инки не смещали правителей завоёванных территорий. Например, так писал Сьеса де Леон о правителях бывшего царства Чиму: «Местные касики этой долины всегда почитались, и их считали богами. И это действительно так, ведь в гробницах их предков найдено множество золота и серебра. В наше время тут мало индейцев, а правители не так уважаемы, и почти вся долина поделена между испанцами, поселенцами города Трухильо, под застройку домов и поместий». И: «И установлено, что инки не лишили касиков и знати их власти (владений), а поставили своего представителя или министра двора в долине, постановили, чтобы поклонялись солнцу, считавшегося у них богом».

## Отстранение от власти
Как пишет Сьеса де Леон: «А если кто-либо совершил преступление или был обвинён таким образом, что заслуживал отстранения от имевшейся у него власти, они (инки) передавали и перепоручали сан касика [и территорию, подвластную касику] его детям или братьям и наказывали быть покорными».

## Первые испанцы о кураках
Как правило, испанские хронисты и миссионеры именовали курак словом карибского происхождения — касик. Владения курак называли — касикасго.